# Masalia buchanani
Masalia buchanani är en fjärilsart som beskrevs av Rothschild 1921. Masalia buchanani ingår i släktet Masalia och familjen nattflyn. Inga underarter finns listade i Catalogue of Life.